# 伊賀淫花忍法帳
『伊賀淫花忍法帳』（いがいんかにんぽうちょう）は石川賢による日本の忍者漫画。『週刊漫画ジョー』に連載された。直接の続編である「忍法清水港」（にんぽうしみずみなと）も同誌に掲載され、単行本化された際に併録されている。単行本はオハヨー出版別冊エースファイブコミックス からと、2000年に双葉社アクションコミックスから再刊されている。双葉社版には直接の続編ではないが、同じ忍者物の「時元忍法帳」も収録されている。

## 伊賀淫花忍法帳

### あらすじ
上野国の山神藩は古来より女性が支配していた。銅山があるくらいの小藩であったが、この銅山から金が出土。幕府に目をつけられることになる。しかし、幕府が送り込んだ公儀隠密は山神藩のくノ一たちに返り討ちに遭う。伊賀忍者の頭目である服部半蔵は伊賀の里のくノ一訓練を行う並はずれた巨根を持つ性豪魔羅の小天狗と女の色香に迷わない美貌の男色家美女丸を送り出す。
数々のくノ一や美女丸をホモとからかった通りすがりの雲助を倒し、山神城にたどり着いた2人は城主の山神御目子と対決。小天狗の身体を張った犠牲で、どうにかこれを倒す。

## 忍法清水港

### あらすじ
清水次郎長率いる清水一家。勢力を伸ばすその陰に忍術の気配を感じ取った服部半蔵は調査のために美女丸、くの一アケビ、バラエ門の3人を清水に向かわせる。道中、襲い掛かってくる大政、小政、森の石松らを倒し、清水に着いてみると、黒幕は次郎長の妻お蝶であった。お蝶は山神藩くノ一の生き残りであったのだ。「伊賀淫花忍法帳」冒頭で公儀隠密を死に追いやった忍法・手淫地獄にバラエ門が落ちるが、男であって男じゃない美女丸がお蝶を斬る。
次郎長は新たに子分を集め直し、これが清水二十八人衆として有名になる。